# FK Borac Čačak
O Fudbalski Klub Borac Čačak (sérvio:Фудбалски клуб Борац Чачак)  é uma equipe de futebol da cidade de Čačak, na Sérvia. Foi fundado em 1926 e suas cores são vermelho e branco. As listras horizontais de seu uniforme principal lhe rendeu o apelido de "Zebras".
Disputa suas partidas no Stadion Borca kraj Morave, em Čačak, que tem capacidade para 5.000 espectadores. 
A equipe compete na primeira divisão do Campeonato Sérvio de Futebol, onde nunca obteve grande destaque, e mesmo por isso nunca competiu em nenhuma competição européia importante. Sua melhor colocação foi o quarta lugar em 2007/08

## Títulos
No titulos conhecido.